# Merocle
Merocle (in greco antico: Mοιροκλῆς?, Moiroklês; Salamina, IV secolo a.C. – dopo il 335 a.C.) è stato un politico e oratore ateniese.

## Biografia
Merocle, contemporaneo di Demostene, come lui fu avversario dei re di Macedonia Filippo e Alessandro; fu uno degli oratori ateniesi anti-macedoni di cui Alessandro chiese la consegna dopo la distruzione di Tebe (335 a.C.), anche se in seguito ritirò questa richiesta per la mediazione di Demade.
Merocle è menzionato come avvocato di Teocrine e nell'orazione Contro Teocrine, un tempo posta tra quelle di Demostene, è conosciuto principalmente come l'autore di un decreto in base al quale gli Ateniesi e i loro alleati unirono le loro forze per la repressione della pirateria.
In un'occasione fu perseguito da Eubulo per un atto di estorsione praticato su coloro che affittavano le miniere d'argento, mentre il commediografo Timocle, afferma che ricevette tangenti da Arpalo; a un certo punto fu anche imprigionato, ma non si sa il motivo.
Merocle fu poi l'accusatore dei figli di Licurgo, secondo una lettera attribuita a Demostene, ma l'autenticità di quest'ultima è dibattuta; secondo lo Pseudo-Plutarco, tuttavia, era Menesecmo che li aveva imprigionati.
Merocle è citato anche da Aristotele.